# Mouterre-Silly
Mouterre-Silly är en kommun i departementet Vienne i regionen Nouvelle-Aquitaine i västra Frankrike. Kommunen ligger i kantonen Loudun som tillhör arrondissementet Châtellerault. År 2022 hade Mouterre-Silly 621 invånare.

## Befolkningsutveckling
Antalet invånare i kommunen Mouterre-Silly
| Referens: INSEE |